# 王一鸣 (1917年)
王一鸣（1917年—1983年），河北省唐县人。中华人民共和国政治人物。

## 生平
1937年参加革命工作，1938年加入中国共产党。历任晋察冀边区公安总局科员，晋察冀三分区公安特派员，平北、怀柔、顺义县公安科科长，察哈尔省康保县人民政府县长，北岳区公安局科长，察哈尔省公安局科长，宣化市公安局局长，大同市公安局局长，华北公安局副处长、处长，中央公安部一局六处处长、副局长。1961年11月任河南省公安厅副厅长，次年11月任厅长、党组书记。文化大革命后任中共河南省委副秘书长。1978年7月任河南省人民检察院代理检察长、党组书记，中共河南省委政法领导小组副组长，中共河南省委纪律检查委员会筹备组副组长。